# Великий Серманангер
Великий Сермана́нгер (рос. Большой Серманангер, марій. Кугу Сӧреманэҥер) — присілок у складі Гірськомарійського району Марій Ел, Росія. Входить до складу Кузнецовського сільського поселення.

## Населення
Населення — 146 осіб (2010; 163 у 2002).
Національний склад (станом на 2002 рік):
- гірські марійці — 99 %